# Звездане стазе: Доње палубе
Звездане стазе: Доње палубе (енгл. Star Trek: Lower Decks) америчка је анимирана веб телевизијска серија за одрасле чији је творац Мајк Макмахан за стриминг услугу Paramount+. Део је експанзије франшизе Звездане стазе на челу са извршним продуцентом Алексом Куртцманом. Представља прву анимирану серију за услугу All Access и прву анимирану серију франшизе Звездане стазе од серије Звездане стазе: Анимирана серија.